# Chris Yates
Chris Yates é um designer e projetista de jogos eletrônicos britânico, conhecido por ser um dos fundadores da Sensible Software, uma das empresas de maior sucesso no ramo dos games nos anos 1980 e 1990.
Chris Yates é, ao lado de Jon Hare, um dos desenvolvedores de Sensible World of Soccer (1994), eleito o melhor jogo eletrônico de futebol de todos os tempos.

## Créditos
| Design - Wizball (2007) - Sensible World of Soccer (1995) - Sensible World of Soccer: European Championship (1995) - International Sensible Soccer (1994) - World Championship Soccer II (1994) - Cannon Fodder (1993) - Sensible Soccer: European Champions (1992) - Mega lo Mania (1991) - Parallax (1986) | Programação/Engenharia - Wizball (2007) - Sensible Soccer '98 (1997) - Championship Soccer '94 (1994) - International Sensible Soccer (1994) - World Championship Soccer II (1994) - Championship Soccer '94 (1993) - Sensible Soccer: European Champions (1992) - Wizkid: The Story of Wizball II (1992)[ - Mega lo Mania (1991) - Insects in Space (1989) - Amadeus Revenge (1988) - Keith Van Eron's Pro Soccer (1988) - Oh No! (1988) - Wizball (1987) - Galax-i-Birds (1986) - Twister: Mother of Charlotte (1986) |